# Clubiona damirkovaci
Clubiona damirkovaci är en spindelart som beskrevs av Christa L. Deeleman-Reinhold 200. Clubiona damirkovaci ingår i släktet Clubiona och familjen säckspindlar. Inga underarter finns listade i Catalogue of Life.